# Андрей Пенев
Андрей Пенев Денев е български политик от БКП.

## Биография
Роден е през 1887 г. в старозагорското село Секеречево. От 1919 г. е член на БКП. От 1919 до 1924 г. последователно работи в тайните канали, по които се пренася оръжие и литература Варна-Одеса и Варна-Севастопол. През 1925 г. е арестуван и остава в затвора до 1929 г. През 1931 г. става народен представител от работническата партия. След това е окръжен и общински съветник. В периода 1933 – 1937 г. е член на ЦК на БРП. През 1942 г. е осъден задочно на смърт. След 9 септември 1944 г. е член на ОК на БРП във Варна. Умира през 1950 г..